# Antonio Hernández González
Antonio Hernández González (1975, La Habana, Cuba), también conocido como Tony Hernández es un fotógrafo cubano con una obra artística ascendente en la que resalta el uso del blanco y el negro.
Ha realizado exposiciones personales y colectivas entre las que resalta la Muestra de Catálogo expuesta en 2017 en Bruselas, Bélgica . Fotografías suyas han aparecido en diversas publicaciones, entre las que se encuentran Cubaplus Magazine, Oncuba Magazine y el periódico Granma. Desde 2014 es el fotógrafo oficial de la marca de joyas ROX950.

## Biografía
Antonio Hernández es somelier pero dejó a un lado la gastronomía y los vinos para adentrarse en el mundo de las artes.
“Yo soy sommelier, pero dejé la gastronomía y los vinos para adentrarme en el arte, primero por asuntos comerciales y después por una necesidad individual. Comencé haciendo fotos de desfiles y joyas, pero hubo un momento en el que decidí trabajar en temas que fui descubriendo, cuestiones que me fui planteando"

### Trayectoria en la fotografía
Tony Hernández se inicia en la fotografía de manera autodidacta en el año 2012. Con la ayuda de talleres de fotografía cursados en la Unión Nacional de Escritores y Artistas de Cuba (UNEAC) y otros espacios FotoFest internacional en Cuba fue perfeccionando su técnica y consolidando su estilo, en el que destaca, mayoritariamente, el uso del blanco y el negro.
En 2014 se vincula como fotógrafo y diseñador a la marca de joyas cubana ROX950 que lidera la prominente artista orfebre Rosana Vargas Rodríguez. Su aporte ha sido fundamental en el proceso de creación de cada pieza de las diversas colecciones oficializadas por la firma.
Su primera exposición personal “Camerinos” se presentó en 2015 en una sala del hotel Armadores de Santander, La Habana Vieja.
En 2017 obtuvo una mención especial en el Concurso de Becas de Creación e Investigación Fotográficas que otorga anualmente la Fototeca de Cuba. Su Proyecto “Piel Adentro”, mereció la Beca de Creación Fotográfica “Raúl Corrales”.
Ese mismo año fue acreedor del Primer Premio del III Concurso de Fotografía Lente Artístico, convocado por el centro Provincial de Patrimonio Cultural de La Habana, y La Oficina de Monumentos y Sitios Históricos, un concurso con participación de artistas del lente de Estados Unidos y Colombia, entre otros países.
También mereció el Primer Premio de la VIII Bienal Alfredo Sarabia in memoria bajo el tópico “Arquitectura y Urbanismo: imagen, esencia y circunstancialidad”, organizada por el centro Provincial de Artes Plásticas de Pinar del Río, y la Fototeca de Cuba.

Paralelamente trabaja los grafitis y el muralismo en un proyecto internacional que ya ha hecho estancia en Cuba, Estados Unidos y Colombia.
“A través de los grafitis y el muralismo intento reflejar cómo el hombre interviene la piel de la ciudad, a la vez desgastada y erosionada por la mano del tiempo”

## Su obra
Es un artista con marcada preferencia por el blanco y negro, el aprovechamiento de las luces y matices, los primeros planos, el enfoque selectivo y el tratamiento cuidadoso de los retratos y los detalles.
“Cuando me paro frente a una de mis fotos, me olvido de todo, del mundo, y empiezo a viajar. Así me salvo. El arte me salva y me da fuerzas para seguir creando”.

### Exposiciones personales[10]
| AÑO  | Título              | Sede               | Notas |
| 2015 | Camerinos           | La Habana, Cuba    | “Camerinos, es una serie que continúo perfeccionando y ampliando. Casi todas las imágenes incluidas en ella son espontáneas, las modelos no posaron para mí, por el contrario, siempre me mantuve distante” |
| 2017 | Muestra de Catálogo | Bruselas, Bélgica. | |

### Exposiciones colectivas
| AÑO  | Título                                                        | Sede                | Notas |
| 2016 | Apertura                                                      | La Habana, Cuba     |       |
| 2017 | Lente Artístico                                               | La Habana, Cuba     |       |
| 2017 | Arte urbano                                                   | Matanzas, Cuba      |       |
| 2017 | VIII Bienal de las Artes Visuales Alfredo Sarabia in memoriam | Pinar del Río, Cuba |       |

## Premios y reconocimientos
| Año  | Evento                                                                                   | Premio                                                         | Notas |
| 2017 | Becas de Creación e Investigación Fotográficas/ Fototeca de Cuba                         | Mención Especial/ Beca de Creación Fotográfica “Raúl Corrales” | Proyecto Piel Adentro Sinopsis: Traspasar el umbral de cada persona, convivir con su intimidad, conocer el secreto de su verdad, es realizar un viaje, piel adentro, de su estancia en esta circunferencia que alberga tantas almas como hombres/mujeres la ocupan, que, al fin y al cabo, resulta una especie de nido gigante que nos cobija a todos. |
| 2017 | III Edición Concurso Nacional Lente Artístico, Monumentos y Patrimonio, La Habana, Cuba. | Primer Premio                                                  | Obra Sin título: Arte funerario de la Necrópolis de Colón. |
| 2017 | VIII Bienal Nacional Alfredo Sarabia in Memoria                                          | Primer Premio                                                  | |

### Vida privada
Tony Hernández está casado con la artista orfebre Rosana Vargas Rodríguez. El matrimonio tiene tres hijos Alejandra, Sebastián y Rodrigo.